# 1104
Het jaar 1104 is het 4e jaar in de 12e eeuw volgens de christelijke jaartelling.

## Gebeurtenissen
- 7 mei - Slag bij Harran: De Seltsjoeken onder Jikirmish en Sokman verslaan de kruisvaarders van Antiochië en Edessa vernietigend. Boudewijn II van Edessa wordt krijgsgevangen gemaakt. Antiochië trekt zich terug uit het gebied ten oosten van de Orontes.
- Boudewijn I van Jeruzalem verovert Akko.
- Lund wordt de zetel van een aartsbisdom dat geheel Scandinavië omvat, en wordt afgesplitst van het aartsbisdom Bremen. (jaartal bij benadering)
- Niels van Denemarken trouwt met Margaretha Fredkulla, de weduwe van Magnus III van Noorwegen
- Koloman van Hongarije trouwt met Euphemia van Kiev
- De abdij Kloosterrade (tegenwoordig Rolduc) wordt gesticht.
- De Hekla, IJslands grootste en bekendste vulkaan, barst verwoestend uit.

## Opvolging
- Koninkrijk Aragon en koninkrijk Navarra - Peter I opgevolgd door zijn halfbroer Alfons I
- Aartsbisdom Bremen - Humbert opgevolgd door Frederik I
- Denemarken - Niels in opvolging van zijn broer Erik I
- Burggraafschap Thouars - Herbert II opgevolgd door zijn broer Godfried III

## Geboren
- Walram IV, graaf van Meulan
- Eleonora van Blois, Frans edelvrouw
- Margaretha van Clermont, echtgenote van Karel de Goede (jaartal bij benadering)
- Margaretha de l'Aigle, echtgenote van Garcia IV van Navarra (jaartal bij benadering)

## Overleden
- Herbert II, burggraaf van Thouars
- Peter I (~35), koning van Aragon en Navarra (1094-1104)